# Sebastian Zirnitzer
Sebastian Zirnitzer (* 15. Februar 1992) ist ein österreichischer Fußballspieler.

## Karriere
Zirnitzer begann seine Karriere beim ATSV Mattighofen. Nachdem er beim ASKÖ SV Uttendorf gespielt hatte, ging er 2003 zur SV Ried. 2010 spielte er erstmals für die Landesligamannschaft. 2012 wechselte er zum FC Pasching. Im Jänner 2013 wechselte er zum SV Wallern, wechselte er jedoch schon im Sommer zum SV Austria Salzburg, mit dem er 2015 den Aufstieg in den Profifußball feierte. Sein Profidebüt gab er am 1. Spieltag 2015/16 gegen den SKN St. Pölten.
Nach dem Abstieg Salzburgs in die Regionalliga wechselte er im Sommer 2016 zur Union Gurten, für die er aktuell (Stand: Mai 2025) in der neunten Saison in Folge zum Einsatz kommt.